# Comté de Carbon (Utah)
Pour les articles homonymes, voir Comté de Carbon.
Le comté de Carbon (en anglais : Carbon County) est l’un des vingt-neuf comtés de l'État de l’Utah, aux États-Unis. Il a été créé en 1894. Le siège du comté est à la ville de Price. Selon le recensement de 2000, sa population est de 20 422 habitants.